# Soltan Hajibeyov
Soltan Hajibeyov (en azerí: Soltan Hacıbəyov) fue un compositor, director de orquesta y musicólogo de Azerbaiyán y el Artista del pueblo de la RSS de Azerbaiyán y de la URSS.

## Biografía
Soltan Hajibeyov nació el 8 de mayo de 1919. En 1930 se mudó a Bakú y desde 1936 vivió con su tío, Uzeyir Hajibeyov, y su familia. Después de graduarse en la escuela secundaria ingresó en el colegio de música de Bakú. Entre 1939 y 1946 estudió en la Academia de Música de Bakú.
Entre 1955 y 1962 ocupó el cargo del director artístico en la Filarmónica Estatal de Azerbaiyán. Entre 1969 y 1974 fue rector de la Academia de Música de Bakú.
Soltan Hajibeyov murió el 19 de septiembre de 1974 en Bakú y fue enterrado en el Callejón de Honor.

## Obras
- Comedia musical – “Qızıl gül” (1940)
- Sinfonía – “Karvan” (1945)
- Ópera infantil – “İsgəndər və Çoban” (1947)
- Ballet - “Gülşən” (1950)

## Premios
- Orden de la Bandera Roja del Trabajo (1959)
- Artista del pueblo de la RSS de Azerbaiyán (1960)
- Premio Estatal de la RSS de Azerbaiyán (1970)
- Artista del pueblo de la URSS (1973)